# José Luis Martínez (basket-ball)
Pour les articles homonymes, voir José Luis Martínez et Martínez.
José Luis Martínez, né le 19 février 1935 à Saragosse (Espagne) et mort le 11 septembre 2017 à La Palma (îles Canaries) est un joueur espagnol de basket-ball.

## Palmarès
- Champion d'Espagne 1957, 1958, 1959
- Coupe du Roi 1957, 1959
- Vainqueur des Jeux méditerranéens de 1955